# رينكينيون (فثيوتيس)
رينكينيون (Ρεγκίνιον) هي مدينة في فثيوتيس في مقاطعة كينتريكي إلادا في اليونان.